# Bisan Owda
Bisan Owda (Palestina, 1997) é uma jornalista, activista, videógrafa e cineasta palestiniana, conhecida pelos seus vídeos nas redes sociais, que documentam as suas experiências durante o conflito israelo-palestiniano, na Faixa de Gaza.  Ganhou um Prémio Peabody 2024, na categoria de Notícias, e um Prémio Edward R. Murrow para Séries de Notícias, pelo programa transmitido pela Al Jazeera Media Network, It's Bisan from Gaza and I'm Still Alive, que também foi premiado com um Prémio Emmy, de Melhor Reportagem de Notícias Difíceis: Short Form, em 2024. 

## Biografia
Owda cresceu em Beit Hanoun  e trabalhou com várias organizações em diversos domínios. Como membro do Youth Gender Innovation Agora Forum da ONU Mulheres, trabalhou na área da igualdade entre homens e mulheres. Trabalhou com a União Europeia no domínio das alterações climáticas e é Embaixadora da Boa Vontade da UE. Owda trabalha também para o Fundo de População das Nações Unidas (FNUAP).
Owda produziu um programa, Hakawatia, que trata da história e da cultura palestinianas; é transmitido pela Roya TV. Ela também apresentou vídeos educacionais palestinianos, em árabe para o canal do YouTube Easy Languages. 
Durante uma escalada do conflito israelo-palestiniano em Maio de 2021, Owda partilhou vídeos no Instagram com o objetivo de chamar a atenção internacional para as condições em Gaza. 

#### Guerra de Gaza (2023-presente)
Durante a guerra de Gaza, que começou em Outubro de 2023, Owda chamou a atenção ao colocar de forma semi-regular videos e ao fazer live streamsing nas redes sociais, documentando em directo, as experiências dos civis palestinianos. Ficou conhecida por abrir os seus vídeos com uma variante da frase “I'm still alive” (Ainda estou viva). Falados maioritariamente em inglês, foram partilhados pela BBC News, Al Jazeera e ABC News.  Nos vídeos, relatou ataques das Forças de Defesa Israelitas (FDI), bem como a falta de comida, abrigo, cuidados médicos e outros recursos.  Em maio de 2024, Owda tinha acumulado 4,1 milhões de seguidores. 

## Reportagem e activismo
Depois de as FDI terem ordenado aos habitantes de Gaza que evacuassem o norte da Faixa de Gaza, em Outubro de 2023, Owda e os pais mudaram-se de Beit Hanoun para o Hospital Al-Shifa. A casa da família e o escritório em Rimal, foram ambos bombardeados e com isso todo o equipamento de filmagem de Owda foi destruído.  A partir do Hospital Al-Shifa, Owda relatou a propagação de doenças entre as 50.000 pessoas deslocadas que não dispunham de abrigo, água e saneamento adequados. 
Em 3 de novembro, Owda testemunhou o ataque aéreo à ambulância de Al-Shifa  e documentou a “situação cada vez mais crítica” nas redes sociais, relatando a falta de alimentos e de água, a destruição de painéis solares e os bombardeamentos.  Foi deslocada do Hospital Al-Shifa depois de este ter sido cercado pelas FDI em meados de Movembro, e relatou que as pessoas feridas estavam a morrer devido à falta de cuidados médicos. Publicou vídeos da sua viagem a pé para sul, para Khan Yunis, nos quais descrevia cadáveres na berma da estrada e entrevistava outros refugiados. 
No início de dezembro, Owda escreveu: “Já não tenho qualquer esperança de sobreviver, como tinha no início deste genocídio”.  Escreveu também sobre como lidar com pesadelos e doenças. A sua declaração foi citada em vários artigos noticiosos que faziam referência ao assassínio de jornalistas em Gaza.  Mais tarde nesse mês, Owda publicou que teve de cortar o cabelo porque não tinha água, nem os produtos adequados para cuidar dele. Também relatou a falta de casas de banho e de pensos menstruais no campo de refugiados de Khan Yunis.
Numa publicação viral no Instagram, Owda juntou-se a outros para apelar a uma greve global, no dia 11 de Dezembro em prol de um cessar-fogo em Gaza. Pediu aos seus seguidores que “boicotassem tudo”. A greve foi executada em vários países, incluindo os Estados Unidos, o Líbano e o Reino Unido. Os participantes assistiram a protestos, fecharam empresas e abstiveram-se de gastar dinheiro.
Em Fevereiro de 2024, Owda fez uma reportagem sobre o Massacre de Al-Rashid. Afirmou que os palestinianos em Gaza estavam a passar por uma “fome forçada” e que as FDI os tinham morto enquanto corriam para os camiões de ajuda humanitária.
Em abril, Owda integrou a lista de mais de 24 jornalistas palestinianos, que assinaram uma carta apelando a que outros jornalistas boicotassem, o Jantar dos Correspondentes da Casa Branca, em protesto contra o assassinato de jornalistas palestinianos, e o bloqueio israelita à ajuda a Gaza. Outros signatários foram Said Arikat, Mariam Barghouti e Mohammed El Kurd.  Ainda nesse mês, elogiou os protestos pró-palestinianos em campus universitários, dizendo que lhe davam esperança.

## Reconhecimento
Juntamente com outros jornalistas palestinianos, Owda tem sido reconhecida por humanizar Gaza para uma audiência internacional. Foi-lhe dito que “fornece uma lente humana”, “dá um rosto ao conflito”, e coloca “um rosto humano nas realidades da vida quotidiana em Gaza”. Tafi Mhaka escreveu que o seu trabalho desafia as narrativas dominantes sobre os palestinianos, e a origem do conflito israelo-palestiniano. Um ensaio publicado na Los Angeles Review of Books, afirmava que Owda e outros jornalistas palestinianos que fazem reportagens a partir de Gaza “acusam os seus telespectadores de cumplicidade e exigem regularmente que actuemos”.
Os seguidores de Owda nas redes sociais manifestaram preocupação com a sua segurança. 
No início de 2024, foi retratada em dois murais, um em Edimburgo e outro em Londres.  No mesmo ano, em Maio, ganhou um Prémio Peabody, na categoria de Notícias com o programa, It's Bisan from Gaza and I'm Still Alive, transmitido pela Al Jazeera.  Numa declaração, o conselho de jurados da Peabody escreveu: “Reportando a partir da sua tenda improvisada no exterior do centro médico, ela mostra como é a sobrevivência para ela e para as massas à sua volta”.  O prémio foi entregue por Mo Amer e Owda participou na cerimónia através de um vídeo. No seu discurso de aceitação, ela dedicou o seu prémio às pessoas que protestam em apoio da Palestina e apelou a: “o fim do genocídio, um cessar-fogo e uma Palestina livre”.
Em dezembro de 2024, Owda compartilhou o prémio Defensor dos Direitos Humanos da Amnistia Internacional da Austrália, com os jornalistas palestinos Anas Al-Sharif, Plestia Alaqad e Ahmed Shihab-Eldin pelo “impacto significativo de suas reportagens destemidas sobre o genocídio em Gaza, seu uso inovador das mídias sociais e do jornalismo cidadão para desafiar as narrativas tradicionais e sua capacidade de inspirar ações pela justiça”. 

#### Prémio Emmy e petição para anular a nomeação
Em julho de 2024, It's Bisan from Gaza and I'm Still Alive ,foi nomeado para o 45º News and Documentary Emmy Awards para Outstanding Hard News Feature Story: Short Form.
A Creative Community for Peace, organização sem fins lucrativos pró-Israel, pediu a anulação da nomeação, alegando que ela era membro da Frente Popular para a Libertação da Palestina, considerada uma organização terrorista pelos Estados Unidos, através da publicação de uma carta aberta, assinada por 150 pessoas envolvidas na indústria do entretenimento, incluindo Selma Blair, Sherry Lansing e Debra Messing.  O presidente da Academia Nacional de Artes e Ciências Televisivas, Adam Sharp, declarou que a nomeação não seria anulada, escrevendo que “a NATAS não conseguiu corroborar estas informações” sobre o alegado envolvimento de Owda, e “não encontrou, até à data, motivos para anular o juízo editorial dos jornalistas independentes que analisaram o material”. 
A Al Jazeera emitiu um comunicado criticando “os esforços para silenciar as suas reportagens a partir de Gaza” e classificando as alegações contra ela de “infundadas”. A rede também afirmou que este esforço ameaçava a sua segurança, referindo que as forças israelitas tinham matado 160 jornalistas desde o início da guerra.  O diretor nacional adjunto do Conselho das Relações Americano-Islâmicas considerou os signatários da petição “hipócritas”, afirmando que o escrutínio aplicado aos palestinianos não seria aplicado a um israelita fotografado com Benjamin Netanyahu. 
No dia 25 de Setembro de 2025, o documentário ganhou um Emmy. 

## Ligações Externas
- Easy Languages | Easy Palestinian Arabic 3: Which Country Do Palestinians Like the Most? |